# Theristria felina
Theristria felina is een insect uit de familie van de Mantispidae, die tot de orde netvleugeligen (Neuroptera) behoort. 
Theristria felina is voor het eerst wetenschappelijk beschreven door Gerstäcker in 1885.